# Astya subviridis
Astya subviridis är en nässeldjursart som först beskrevs av Henry Nottidge Moseley 1879.  Astya subviridis ingår i släktet Astya och familjen Stylasteridae. Inga underarter finns listade i Catalogue of Life.